# Våra Gårdar
Våra Gårdar är en riksförening för nykterhetsrörelsens allmänna samlingslokaler. Organisationen har 629 medlemsföreningar som huvudsakligen förvaltar samlingslokaler för föreningsverksamhet men även större kontorsfastigheter, kursgårdar, studenthem och annat. Många lokaler hyrs ut till privatpersoner och organisationer utanför nykterhetsrörelsen, men ingen alkohol får förekomma i lokalerna.

## Bakgrund
IOGT kom till Sverige 1879, och två år senare invigdes det första ordenshuset: ett ordenshus i Arboga tillhörandes Logen nr 2 Filadelfia, invigt den 4 december 1881. IOGT, liksom andra nykterhetsorganisationer såsom t.ex. NGTO, byggde och förvärvade än fler lokaler. På 1940-talet beräknades det totala antalet lokaler förvaltade av nykterhetsrörelsen uppgå till 1500 stycken. 1942 bildades därför Ordenshusens Riksförening för att samla fastighetsägande loger inom IOGT och NTO. 1952 ombildades organisationen och antog istället namnet Våra Gårdar.